# اشمور گرین
اشمور گرین (به انگلیسی: Ashmore Green) یک روستا در بریتانیا است که در بارکشر واقع شده‌است.